# Sous-district de Jénine

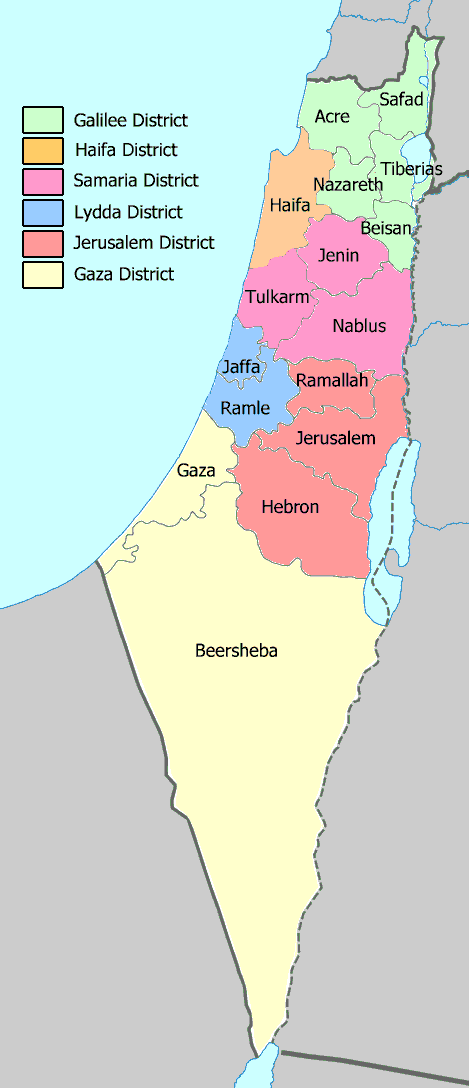
Les districts et sous-districts de la Palestine mandataire en 1945.

Le sous-district de Jénine (arabe : قضاء جنين) était un sous-district de Palestine mandataire qui comprenait le chef-lieu Jénine et ses alentours. Il disparaît après la guerre israélo-arabe de 1948-1949.

## Villes et villages dépeuplés
(localités actuelles entre parenthèses)
- Ayn al-Mansi
- Khirbat al-Jawfa (Ma'ale Gilboa)
- Lajjun (Megiddo)
- Al-Mazar (Gan Nir, Meytav, Perazon)
- Nuris (Nurit)
- Zir'in (Yizra'el)